# Fernand Grenier (député québécois)
Pour les articles homonymes, voir Fernand Grenier (homonymie) et Grenier (homonymie).
Fernand Grenier, né le 28 juin 1927 à Nantes et décédé à Lac-Mégantic le 19 janvier 1988, fils d’Odilon Grenier, cultivateur, et d’Alexina Rodrigue, est un enseignant, intervenant et gestionnaire sociocommunautaire et personnalité politique québécoise.

## Études
En 1951, il entreprend ses études classiques au Collège des vocations tardives du Séminaire de Saint-Victor-de-Beauce puis, de 1954 à 1958, il complète son baccalauréat ès arts (B.A.) au Collège de l’Université d’Ottawa. Il entre ensuite en communauté au Grand séminaire de Sherbrooke de 1958 à 1962, puis étudie à l’Université de la Nouvelle-Orléans en 1962 et 1963 où il obtient une licence en sciences spécialisées. Il épouse, en 1966 à Lac-Mégantic, Marina Ferguson, professeure, fille de Melvin Ferguson, inspecteur au Canadien Pacifique, et d'Hildred Ward.

## Carrière

### Enseignement
De 1954 à 1962, Fernand Grenier est moniteur puis directeur de l'œuvre des terrains de jeux à Lac-Mégantic. Il enseigne le latin et le français de 1960 à 1966. Entré au Collège Bourget à Rigaud en 1963, il y devient directeur des études en 1965 et 1966. Il est laïcisé en 1966

### Politique
À l'élection générale de 1966, Fernand Grenier est élu député de l’Union nationale dans la circonscription de Frontenac. Il est défait à l'élection générale de 1970 par le candidat du Ralliement créditiste du Québec Paul-André Latulippe. Le 27 avril, soit quelques jours avant les élections, Le Soleil rapporte que la veille, 26, «Un assisté social mécontent a tiré trois coups de feu en direction de M. Grenier au moment où ce dernier menait une "opération tornade" dans une douzaine de municipalités de sa circonscription.» Heureusement, cet attentat n'avait fait aucun blessé.

#### La loi 63 de 1969
Fernand Grenier et son confrère unioniste Denis Bousquet se joignent, pendant un certain temps, à ce qu’on a appelé l’« opposition circonstancielle » à la Loi 63, déposée en octobre 1969 par Jean-Guy Cardinal, alors ministre de l'Éducation dans le gouvernement Jean-Jacques Bertrand et intitulé Loi pour promouvoir la langue française au Québec (adoptée le 20 novembre 1969). Cette « opposition circonstantielle », ou selon l'expression américaine filibuster, était au départ composée des députés Antonio Flamand, Jérôme Proulx et Gaston Tremblay, qui rompent alors avec l’Union nationale. Ils sont rejoints par René Lévesque, qui avait quitté le Parti libéral en 1968 et Yves Michaud, qui quitte aussi le Parti libéral pour se joindre à cette lutte à la loi 63. Yves Michaud, qui serait à l’origine de l’expression, déclare, lors de l’adoption de la loi, que, pour lui, l’« opposition circonstancielle » est dissoute.
De 1969 à 1971, Fernand Grenier devient maire de Nantes puis préfet du comté de Frontenac.
En 1971, il est nommé secrétaire particulier de Gabriel Loubier, devenu alors du chef de l’Union nationale et chef de l’Opposition officielle à Québec.
Candidat dans la circonscription de Lotbinière, il est défait à l’élection générale de 1973 par le libéral Georges Massicotte.

#### Whip de l'Union nationale
Il est réélu dans Mégantic-Compton à l’élection générale de 1976 et nommé whip de l’Union nationale de 1976 à 1980. Il quitte son siège de député à l’Assemblée nationale en 1980 et devient candidat progressiste-conservateur dans Mégantic—Compton—Stanstead à l’élection fédérale de 1980, mais c’est son adversaire, le député libéral sortant Claude Tessier qui l’emporte. De retour sur la scène politique provinciale, il est à nouveau candidat de l’Union nationale à l’élection partielle provinciale du 17 novembre de 1980, mais il perd aux mains du libéral Fabien Bélanger.

### Engagement social
Parallèlemement à sa carrière politique, Fernand Grenier poursuivra un engagement sociocommunautaire commencé dans les années 1950 dans les chantiers coopératifs au Québec et sur les terrains de jeux à Lac-Mégantic ; il deviendra ainsi directeur des centres d’accueil de Lac-Mégantic et de Lambton (1970-1976 et 1980-1988), président de l'Association des directeurs des centres d'accueil du Québec (1971 et 1972), puis vice-président de l'Optimist International (en) de Saint-Louis et membre des Chevaliers de Colomb (1986).
Il est élu conseiller municipal de Lac-Mégantic en 1986.